# گئورگیوس پاپادوپولوس
گئورگیوس پاپادوپولوس (یونانی: Γεώργιος Παπαδόπουλος؛ ۵ مهٔ ۱۹۱۹ – ۲۷ ژوئن ۱۹۹۹) یک سیاست‌مدار و نخستین رئیس‌جمهور یونان بود.